# Vesa Hietalahti
Vesa Hietalahti (Kauhajoki, 27 de septiembre de 1969) es un deportista finlandés que compitió en biatlón. Ganó una medalla de plata en el Campeonato Mundial de Biatlón de 2003 y una medalla de bronce en el Campeonato Europeo de Biatlón de 1994.

## Palmarés internacional
| Campeonato Mundial | Campeonato Mundial      | Campeonato Mundial | Campeonato Mundial |
| Año                | Lugar                   | Medalla            | Prueba             |
| ------------------ | ----------------------- | ------------------ | ------------------ |
| 2003               | Janty-Mansisk (Rusia)   | Medalla de plata   | Individual         |
| Campeonato Europeo |                         |                    |                    |
| Año                | Lugar                   | Medalla            | Prueba             |
| 1994               | Kontiolahti (Finlandia) | Medalla de bronce  | Velocidad          |